# 검정늪거북
검정늪거북은 늪거북과의 한 갈래이자 검정늪거북속에 속하는 거북의 일종이다.

## 특징
검정늪거북의 등갑길이는 18 ~ 22 cm이고 몸무게는 수컷이 1.5 ~ 2 kg이다.
수컷은 암컷보다 꼬리가 더 길고 두껍다.
독특한 형태를 띠고 있는데, 새끼일 때는 등갑 주위에 날카로운 가시와 같은 돌기가 둘러싸고 있다.
등갑은 굴곡이 있고, 검은 반점이 있다.
검정늪거북은 반 수생동물로 얕은 개울에서 작은 물고기도 잡아먹는다.